# Peter Elkmann
Peter Elkmann (* 16. September 1981 in Steinfurt) ist ein deutscher Rennfahrer und wohnt in Steinfurt.

## Karriere

### Kartsport
Peter Elkmann fuhr von 1994 bis 2003 Kartrennen und hat dabei mehrere Titel gewonnen. In dieser Zeit wurde er einmal Vize-Europameister der Klasse ICC sowie italienischer Vize-Meister in derselben Klasse. Er gewann in der JVO-Serie 2003 erneut die Klasse ICC und wurde zweimal niederländischer Kartmeister. Ab 2003 fuhr er Superkart und holte sich in der Superkart-EM-2004 die Poleposition. Es folgte ein Aufstieg in die Formel 3 und er holte in seinem ersten Rennen gleich die Pole-Position. Ab Juni 2004 war er als Fahrer des Swiss-Racing-Teams in der Formel-3-Euroserie engagiert.

### Formel 3
2005 in der Formel 3 Sieger des Recaro-Formel-3-Cup mit dem Team von Jo Zeller Racing und 2006 wieder in der Euroserie im Team von Jo Zeller Racing unterwegs. Im Jahr 2008 wurde Peter Elkmann erster deutscher Superkart-Europameister in der Division 1.
Von 2014 bis 2017 gewann er viermal hintereinander die französische Superkartmeisterschaft und wurde zweimal Vize-Europameister (2015 und 2016), bevor es ihm 2017 erneut gelang sich den Europameistertitel im Superkart zu sichern.
Peter Elkmann ist nach Jarno Trulli der zweite, der es vom Kart direkt ohne Zwischenstation in die Formel 3 geschafft hat.